# Nepeta paucifolia
Nepeta paucifolia là một loài thực vật có hoa trong họ Hoa môi. Loài này được Mukerjee mô tả khoa học đầu tiên năm 1940.